# Matthew Špiranović
Matthew Špiranović (Geelong, Austràlia, 27 de juny de 1988) és un futbolista australià, d'ascendència croata, ja retirat, que jugava com a defensa. Va disputar 16 partits amb la selecció d'Austràlia.